# Правителство на Георги Димитров 2
Второто правителство на Георги Димитров е шестдесет и шесто правителство на Народна република България, назначено с Решение на Великото Народно събрание от 12 декември 1947 г.. Управлява страната до 20 юли 1949 г., след което е наследено от първото и второто правителство на Васил Коларов.

## Политика

### Вътрешна политика

#### 1947
Осигурили си в края на 1947 г. политическата власт, комунистите бързат да сложат ръка и върху икономиката на страната. На 23 декември същата година VI велико народно събрание гласува „Закон за национализация на частни индустриални и минни предприятия“. Държавата изземва 1997 по-едри и 4027 дребни индустриални предприятия, чиито собственици не получават никакво обезщетение. На 27 декември същата година са национализирани всички частни банки. През следващата година към държавния сектор минават кооперативните захарни фабрики и електродобивните кооперативни предприятия, частните солници, мелници, маслобойни, сушилни, както и корабите с тонаж над 40 тона. Кабинетът засилва натиска върху селяните за влизане в кооперативните стопанства. Забранена е изполицията. Приет е Закон за изкупуване на едрия земеделски инвентар от частните собственици (на нищожни цени) и са въведени задължителни държавни доставки. Не се допускат да следват във висши учебни заведения деца на селяни, отказали да се включат в кооперативното движение. Кооперирането и развитието на тежката индустрия са определени от V конгрес на БКП (1948) като „генерална линия за развитието на икономиката“ на България. До този момент едва 4% от обработваемата земя са в ТКЗС. Неуспехите в кооперирането и ниските добиви принуждават кабинета за няколко месеца да преустанови образуването на нови кооперативи, докато се стабилизират старите (отпуснати са огромни държавни дотации).
От средата на 1949 г. натискът върху селяните за влизане в кооперативите отново се засилва. В редица райони на страната милицията участва активно в насилственото коопериране на земята, подкрепяна от безимотни селяни и местните партийни кадри. Принудени да се включат в кооперативите, селяните поголовно изколват впрегатните животни, което предизвиква продоволствена криза през следващата година.

#### 1947 – 1949
През периода 1947 – 1949 г. продължава обезличаването на политическите партньори на комунистите в ОФ. Социалдемократическата партия се влива в БКП (1948), а „Звено“ и Радикалната партия се саморазпускат (1949). Ролята на БЗНС в обществения живот се свежда до безгласен партньор на Комунистическата партия, който да демонстрира пред света, че в България има многопартийно управление.
За да наложи комунистическата идеология като общонационална доктрина, кабинетът започва цялостната реформа на българската просвета. През 1948 г. са закрити всички чуждестранни училища в България. Няколко месеца по-късно Народното събрание гласува „Закон за народната просвета“, чийто основна цел е „всестранно физическо и духовно развитие на децата в духа на социализма“. Премахнато е вероучението. Във висшите учебни заведение 20% от местата на новопостъпилите студенти са запазени за децата на активни борци. Българската академия на науките преминава под контрола на правителството. Силно е ограничена самостоятелността на университетите, където са въведени за изучаване редица дисциплини на базата на доминиращата марксистка идеология. Разширява се дейността на казионните организации „Чавдарче“, „Септемврийче“ и Комсомол. От края на 1948 г. управлението на просветата се осъществява чрез съвместни постановления на ЦК на БКП и правителството, което е пореден етап от реализирането на цялостната тактика на комунистите за сливане на партия и държава. Великото Народно събрание удължава мандата си два пъти и продължава да бъде върховен орган на властта. През февруари 1949 г. е приет „Закон за народните съвети“, с който се уреждат по съветски образец съставът и правомощията на местните органи на властта. Проведените непосредствено след това избори укрепват комунистическата власт и в малките селища.
Разгромът на опозицията е последван от вътрешнопартийни борби сред комунистите. Причините за конфликта са както борбата за власт между отделните групировки (емигранти, живели и работили дълги години в СССР, и партийни дейци от вътрешната съпротива – партизани и политзатворници), така и противоречия по въпроса дали българската вътрешна и външна политика да бъдат безпрекословно подчинени на съветската. Опитите и за най-лекото отклонение от „генералната линия на другаря Сталин“ завършват със смъртни присъди или дълги години в Белене. Жертви на репресиите стават водещи дейци на БКП. За антидържавна дейност е екзекутиран и Трайчо Костов.

### Външна политика
Във външната си политика правителството продължава започната от 1944 г. линия на обвързване със СССР (Договор за приятелство, сътрудничество и взаимопомощ – 18 март 1948 г.) и нейните сателите от т.нар. капиталистически лагер. Отхвърлено е предложението за получаване на помощи и инвестиции от САЩ (план „Маршал“). Обтегнатите отношения между СССР и Югославия (тя приема американската помощ и се стреми да провежда независима политика) довеждат до затварянето на западната граница на България. Започналата икономическа и политическа изолация, която прераства в Студена война, принуждава държавите от т.нар. Източен блок да образуват икономическа организация – Съвет за икономическа взаимопомощ (януари 1949).
След смърт на министър-председателя Георги Димитров на 2 юли 1949 г. е образуван нов кабинет начело с Васил Коларов.

## Съставяне
Кабинетът, оглавен от Георги Димитров, е образуван от политически дейци на Отечествения фронт.

### Кабинет
Сформира се от следните 22 министри и един председател:
| министерство                                                      | име | име                 | партия       |
| ----------------------------------------------------------------- | --- | ------------------- | ------------ |
| председател на Министерския съвет1                                |     | Георги Димитров     | БРП (к.)     |
| подпредседател на Министерския съвет2                             |     | Трайчо Костов       | БРП (к.)     |
| подпредседател на Министерския съвет, външни работи               |     | Васил Коларов       | БРП (к.)     |
| подпредседател на Министерския съвет, електрификация и мелиорации |     | Кимон Георгиев      | Звено        |
| подпредседател на Министерския съвет, земеделие и гори            |     | Георги Трайков      | БЗНС         |
| подпредседател на Министерския съвет                              |     | Георги Попов        | БРСДП (ш.с.) |
| председател на Държавната планова комисия                         |     | Добри Терпешев      | БРП (к.)     |
| председател на Комисията за държавен контрол                      |     | Георги Чанков       | БРП (к.)     |
| председател на Комитета за наука, изкуство и култура              |     | Вълко Червенков     | БРП (к.)     |
| вътрешни работи                                                   |     | Антон Югов          | БРП (к.)     |
| народна просвета3                                                 |     | Кирил Драмалиев     | БРП (к.)     |
| финанси                                                           |     | Иван Стефанов       | БРП (к.)     |
| правосъдие                                                        |     | Ради Найденов       | БЗНС         |
| народна отбрана                                                   |     | Георги Дамянов      | БРП (к.)     |
| търговия и продоволствие                                          |     | Кръстю Добрев       | БРП (к.)     |
| строежи и пътища                                                  |     | Манол Сакеларов     | БРП (к.)     |
| комунално стопанство и благоустройство                            |     | Петър Каменов       | БРП (к.)     |
| железопътни, автомобилни и водни съобщения                        |     | Стефан Тончев       | БЗНС         |
| пощи, телеграфи и телефони                                        |     | Цола Драгойчева     | БРП (к.)     |
| индустрия и занаяти                                               |     | Петко Кунин         | БРП (к.)     |
| мини и подземни богатства                                         |     | Васил Павурджиев    | БЗНС         |
| народно здраве                                                    |     | Трайчо Доброславски | Звено        |
| труд и социални грижи                                             |     | Здравко Митовски    | БРСДП (ш.с.) |

- 1: – подпредседател на правителствения комитет за народна отбрана и външна политика.
- 2: – подпредседател на правителствената комисия за стопански и финансови връзки.
- 3: – министерството е създадено на основание член 17, т. 3, и на член 40 от Конституцията на Народна република България от 4 декември 1947 г.

### Промени в кабинета

#### от 5 януари 1948
| министерство              | име | име             | партия |
| ------------------------- | --- | --------------- | ------ |
| мини и подземни богатства |     | Кирил Клисурски | БЗНС   |

#### от 30 ноември 1948
- Министерството на търговията и продоволствието е разделено на Министерство на вътрешната търговия и Министерство на външната търговия с Указ № 1652 от 5 ноември 1948 г.

| министерство      | име | име           | партия   |
| ----------------- | --- | ------------- | -------- |
| външна търговия   |     | Димитър Ганев | БРП (к.) |
| вътрешна търговия |     | Кръстю Добрев | БРП (к.) |

#### от 19 декември 1948
- Министерството на земеделието и горите е разделено на Министерство на земеделието и Министерство на горите с Указ № 1800 от 19 декември 1948 г.

| министерство | име | име            | партия |
| ------------ | --- | -------------- | ------ |
| земеделие    |     | Георги Трайков | БЗНС   |

#### от 3 януари 1949
| министерство | име | име          | партия     |
| ------------ | --- | ------------ | ---------- |
| гори         |     | Георги Попов | безпартиен |

#### от 9 февруари 1949
| министерство                                 | име | име        | партия |
| -------------------------------------------- | --- | ---------- | ------ |
| председател на Комисията за държавен контрол |     | Димо Дичев | БКП    |

#### от 31 март 1949
- На 6 декември 1948 г. се провежда среща в Москва между Сталин и българска партийна делегация, на която Сталин изненадващо обвинява остро Трайчо Костов в укриване на стопанска информация от съветските представители в България. Това е използвано от Васил Коларов и Вълко Червенков, за да започнат атака срещу Костов, в чието лице виждат конкурент за най-висшите постове в партията и държавата, към които те самите имат амбиции. На 26 – 27 март 1949 г. е проведен пленум на ЦК на БКП, на който е решено Трайчо Костов да бъде изваден от властта. На 31 март същата година той е освободен от състава на Политбюро и от поста подпредседател на Министерския съвет.[3]

#### от 20 юли 1949
- На 2 юли 1949 г. умира министър-председателят Георги Димитров.[4] След консултации със Сталин, на 15 юли същата година Политбюро на ЦК на БКП решава ВНС да избере Васил Коларов за министър-председател, но поради неговото заболяване да му се осигури „абсолютна почивка“ в продължение на два месеца. На 20 юли същата година Васил Коларов е избран за министър-председател, а за негови заместници:

| министерство                         | име | име             | партия |
| ------------------------------------ | --- | --------------- | ------ |
| председател на Министерския съвет    |     | Васил Коларов   | БКП    |
| подпредседател на Министерския съвет |     | Вълко Червенков | БКП    |
| подпредседател на Министерския съвет |     | Добри Терпешев  | БКП    |
| подпредседател на Министерския съвет |     | Антон Югов      | БКП    |

## Събития

### 1947
- 23 декември 1947 – VI велико народно събрание гласува „Закон за национализация на частни индустриални и минни предприятия“.
- 27 декември 1947 – Национализирани са всички частни банки в страната.

### 1948
- 18 март 1948 – Подписан е договор за приятелство, сътрудничество и взаимопомощ между България и СССР.
- 6 декември 1948 – Провежда се среща в Москва между Сталин и българска партийна делегация, на която Сталин изненадващо обвинява остро Трайчо Костов в укриване на стопанска информация от съветските представители в България.

### 1949
- 2 юли 1949 – Умира министър-председателят (вождът на България) Георги Димитров. На 20 юли 1949 г. Васил Коларов е избран за министър-председател.